# Miloš Mühlstein
Miloš Mühlstein (14. prosince 1906 České Budějovice – 12. června 1968 tamtéž) byl právník a soudce, v mládí hudebník a skladatel. Člen redakční rady českobudějovické avantgardní skupiny Linie.

## Život
Vystudoval Právnickou fakultu Univerzity Karlovy v Praze. V době studií byl členem užšího voice-bandového sboru E. F. Buriana (spolu s Bohušem Záhorským, Františkem Filipovským, Janou Štěpničkovou, N. Bonhardovou ad.). Po návratu do Českých Budějovic sestavil spolu se svým bratrem Ludvíkem Mühlsteinem místní českobudějovický voice-band a založil trampský pěvecký Rowers club (1930). Miloš Mühlstein komponoval vlastní program klubu a psal divadelní recenze do krajského i pražského tisku.
Byl činný jako člen redakční rady časopisu Linie a je jedním ze spoluautorů sborníku, který skupina Linie vydala k padesátinám Emila Pittra. Po roce 1945 oba bratři Mühlsteinové vystupovali v pravidelných čtvrthodinkách Jihočeského rozhlasu pod přezdívkou "bratři Milčanové".